# Lista di asteroidi (459001-460000)
Di seguito una lista di asteroidi dal numero 459001 al 460000 con data di scoperta e scopritore.

## 459001-459100
| Nome     | Designazione provvisoria | Data di scoperta  | Scopritore        |
| -------- | ------------------------ | ----------------- | ----------------- |
| 459001 - | 2011 WW144               | 10 marzo 2005     | Mt. Lemmon Survey |
| 459002 - | 2011 WY144               | 18 gennaio 2009   | Spacewatch        |
| 459003 - | 2011 WH146               | 26 novembre 2011  | Spacewatch        |
| 459004 - | 2011 WL151               | 22 febbraio 1998  | Spacewatch        |
| 459005 - | 2011 WO152               | 15 dicembre 2004  | LINEAR            |
| 459006 - | 2011 WG153               | 2 marzo 2009      | Spacewatch        |
| 459007 - | 2011 XB2                 | 19 novembre 2000  | LINEAR            |
| 459008 - | 2011 YQ3                 | 3 maggio 2009     | Spacewatch        |
| 459009 - | 2011 YY3                 | 14 novembre 2006  | Mt. Lemmon Survey |
| 459010 - | 2011 YB8                 | 8 novembre 2007   | Mt. Lemmon Survey |
| 459011 - | 2011 YJ8                 | 20 ottobre 2007   | Mt. Lemmon Survey |
| 459012 - | 2011 YJ9                 | 1º novembre 2011  | Mt. Lemmon Survey |
| 459013 - | 2011 YM18                | 30 novembre 2011  | Mt. Lemmon Survey |
| 459014 - | 2011 YY22                | 20 ottobre 2003   | Spacewatch        |
| 459015 - | 2011 YS23                | 25 dicembre 2011  | Spacewatch        |
| 459016 - | 2011 YX24                | 20 novembre 2007  | Spacewatch        |
| 459017 - | 2011 YY24                | 3 febbraio 2008   | CSS               |
| 459018 - | 2011 YR25                | 6 luglio 2005     | Spacewatch        |
| 459019 - | 2011 YU25                | 10 settembre 2010 | Mt. Lemmon Survey |
| 459020 - | 2011 YX25                | 16 gennaio 2008   | Spacewatch        |
| 459021 - | 2011 YS32                | 13 gennaio 2008   | Mt. Lemmon Survey |
| 459022 - | 2011 YJ33                | 18 marzo 2009     | Mt. Lemmon Survey |
| 459023 - | 2011 YO34                | 5 novembre 2007   | Spacewatch        |
| 459024 - | 2011 YC35                | 26 dicembre 2011  | Spacewatch        |
| 459025 - | 2011 YT35                | 11 febbraio 2008  | Spacewatch        |
| 459026 - | 2011 YA41                | 20 gennaio 2009   | Mt. Lemmon Survey |
| 459027 - | 2011 YK43                | 11 gennaio 2008   | Spacewatch        |
| 459028 - | 2011 YM43                | 2 novembre 2007   | Spacewatch        |
| 459029 - | 2011 YU44                | 18 novembre 2003  | Spacewatch        |
| 459030 - | 2011 YH46                | 18 gennaio 2008   | Mt. Lemmon Survey |
| 459031 - | 2011 YS46                | 14 novembre 1995  | Spacewatch        |
| 459032 - | 2011 YS48                | 30 settembre 2011 | Mt. Lemmon Survey |
| 459033 - | 2011 YS53                | 28 gennaio 2004   | Spacewatch        |
| 459034 - | 2011 YV59                | 18 maggio 2009    | Mt. Lemmon Survey |
| 459035 - | 2011 YD61                | 25 aprile 2010    | WISE              |
| 459036 - | 2011 YS64                | 17 aprile 1996    | Spacewatch        |
| 459037 - | 2011 YY64                | 12 ottobre 2007   | Mt. Lemmon Survey |
| 459038 - | 2011 YF66                | 31 dicembre 2011  | Spacewatch        |
| 459039 - | 2011 YD77                | 8 novembre 2007   | Mt. Lemmon Survey |
| 459040 - | 2011 YX77                | 26 novembre 2011  | Mt. Lemmon Survey |
| 459041 - | 2011 YV78                | 8 marzo 2005      | LONEOS            |
| 459042 - | 2011 YY78                | 19 agosto 2006    | LONEOS            |
| 459043 - | 2012 AU1                 | 20 novembre 2007  | Spacewatch        |
| 459044 - | 2012 AB9                 | 31 dicembre 2007  | Mt. Lemmon Survey |
| 459045 - | 2012 AY9                 | 10 marzo 2005     | LONEOS            |
| 459046 - | 2012 AS10                | 11 gennaio 2012   | Mt. Lemmon Survey |
| 459047 - | 2012 AL13                | 4 dicembre 2007   | Spacewatch        |
| 459048 - | 2012 AJ14                | 27 luglio 2009    | Spacewatch        |
| 459049 - | 2012 AW17                | 4 dicembre 2007   | Spacewatch        |
| 459050 - | 2012 AF22                | 13 gennaio 2008   | CSS               |
| 459051 - | 2012 BF4                 | 27 dicembre 2011  | Spacewatch        |
| 459052 - | 2012 BE7                 | 12 aprile 2005    | Spacewatch        |
| 459053 - | 2012 BR8                 | 3 febbraio 2009   | Mt. Lemmon Survey |
| 459054 - | 2012 BS8                 | 18 gennaio 2012   | CSS               |
| 459055 - | 2012 BB12                | 18 dicembre 2007  | Mt. Lemmon Survey |
| 459056 - | 2012 BD16                | 16 settembre 2010 | Mt. Lemmon Survey |
| 459057 - | 2012 BL17                | 19 gennaio 2012   | Spacewatch        |
| 459058 - | 2012 BW17                | 16 dicembre 2007  | CSS               |
| 459059 - | 2012 BL18                | 10 settembre 2010 | Mt. Lemmon Survey |
| 459060 - | 2012 BO18                | 18 dicembre 2007  | Mt. Lemmon Survey |
| 459061 - | 2012 BP20                | 30 dicembre 2007  | Spacewatch        |
| 459062 - | 2012 BU21                | 18 gennaio 2008   | Mt. Lemmon Survey |
| 459063 - | 2012 BB22                | 17 dicembre 2003  | Spacewatch        |
| 459064 - | 2012 BA24                | 17 dicembre 2007  | Mt. Lemmon Survey |
| 459065 - | 2012 BS24                | 4 gennaio 2012    | Mt. Lemmon Survey |
| 459066 - | 2012 BG27                | 24 novembre 2003  | LINEAR            |
| 459067 - | 2012 BT27                | 19 gennaio 2012   | Spacewatch        |
| 459068 - | 2012 BM29                | 28 novembre 2011  | Mt. Lemmon Survey |
| 459069 - | 2012 BB30                | 22 novembre 2006  | CSS               |
| 459070 - | 2012 BO32                | 16 dicembre 2007  | Mt. Lemmon Survey |
| 459071 - | 2012 BZ35                | 26 novembre 2003  | Spacewatch        |
| 459072 - | 2012 BQ36                | 20 gennaio 2008   | Spacewatch        |
| 459073 - | 2012 BH41                | 7 febbraio 2008   | Spacewatch        |
| 459074 - | 2012 BN47                | 11 aprile 2008    | Spacewatch        |
| 459075 - | 2012 BJ50                | 27 dicembre 2011  | Mt. Lemmon Survey |
| 459076 - | 2012 BS51                | 9 febbraio 2008   | Spacewatch        |
| 459077 - | 2012 BB52                | 27 dicembre 2011  | Mt. Lemmon Survey |
| 459078 - | 2012 BW52                | 21 gennaio 2012   | Spacewatch        |
| 459079 - | 2012 BQ53                | 13 giugno 2004    | Spacewatch        |
| 459080 - | 2012 BH54                | 1º novembre 2010  | Mt. Lemmon Survey |
| 459081 - | 2012 BO55                | 28 febbraio 2008  | Spacewatch        |
| 459082 - | 2012 BQ57                | 31 dicembre 2007  | Mt. Lemmon Survey |
| 459083 - | 2012 BZ57                | 2 marzo 2008      | Mt. Lemmon Survey |
| 459084 - | 2012 BY62                | 3 settembre 2010  | Mt. Lemmon Survey |
| 459085 - | 2012 BU63                | 3 marzo 2005      | CSS               |
| 459086 - | 2012 BJ69                | 21 gennaio 2012   | Spacewatch        |
| 459087 - | 2012 BB71                | 4 dicembre 2007   | Mt. Lemmon Survey |
| 459088 - | 2012 BK74                | 13 dicembre 2007  | LINEAR            |
| 459089 - | 2012 BL81                | 3 gennaio 2012    | Spacewatch        |
| 459090 - | 2012 BP82                | 3 settembre 2010  | Mt. Lemmon Survey |
| 459091 - | 2012 BX83                | 28 aprile 2009    | Spacewatch        |
| 459092 - | 2012 BC85                | 28 agosto 2006    | Spacewatch        |
| 459093 - | 2012 BM88                | 26 settembre 2006 | Spacewatch        |
| 459094 - | 2012 BO88                | 20 dicembre 2007  | Mt. Lemmon Survey |
| 459095 - | 2012 BR88                | 11 novembre 2007  | Mt. Lemmon Survey |
| 459096 - | 2012 BA89                | 10 gennaio 2008   | Mt. Lemmon Survey |
| 459097 - | 2012 BJ89                | 26 gennaio 2012   | Spacewatch        |
| 459098 - | 2012 BE93                | 27 febbraio 2008  | Mt. Lemmon Survey |
| 459099 - | 2012 BR98                | 3 settembre 2010  | Mt. Lemmon Survey |
| 459100 - | 2012 BP100               | 11 febbraio 2008  | Mt. Lemmon Survey |

## 459101-459200
| Nome     | Designazione provvisoria | Data di scoperta  | Scopritore        |
| -------- | ------------------------ | ----------------- | ----------------- |
| 459101 - | 2012 BU100               | 20 dicembre 2004  | Mt. Lemmon Survey |
| 459102 - | 2012 BS104               | 10 marzo 2005     | Spacewatch        |
| 459103 - | 2012 BX104               | 11 marzo 2008     | Mt. Lemmon Survey |
| 459104 - | 2012 BO105               | 19 dicembre 2007  | Mt. Lemmon Survey |
| 459105 - | 2012 BM107               | 23 novembre 2006  | Mt. Lemmon Survey |
| 459106 - | 2012 BF108               | 2 febbraio 2008   | Spacewatch        |
| 459107 - | 2012 BW108               | 10 gennaio 2008   | Spacewatch        |
| 459108 - | 2012 BB112               | 27 gennaio 2012   | Spacewatch        |
| 459109 - | 2012 BS116               | 28 settembre 1994 | Spacewatch        |
| 459110 - | 2012 BY116               | 12 febbraio 2004  | Spacewatch        |
| 459111 - | 2012 BS117               | 28 novembre 2011  | Mt. Lemmon Survey |
| 459112 - | 2012 BW117               | 28 marzo 2004     | Spacewatch        |
| 459113 - | 2012 BU121               | 31 gennaio 2008   | Spacewatch        |
| 459114 - | 2012 BG125               | 5 luglio 2005     | Spacewatch        |
| 459115 - | 2012 BX125               | 29 gennaio 2012   | Spacewatch        |
| 459116 - | 2012 BJ127               | 4 marzo 2008      | Spacewatch        |
| 459117 - | 2012 BK127               | 30 dicembre 2011  | CSS               |
| 459118 - | 2012 BE129               | 4 ottobre 2005    | CSS               |
| 459119 - | 2012 BJ134               | 19 gennaio 2012   | Mt. Lemmon Survey |
| 459120 - | 2012 BV134               | 28 settembre 2006 | Spacewatch        |
| 459121 - | 2012 BW138               | 20 ottobre 2006   | Mt. Lemmon Survey |
| 459122 - | 2012 BV141               | 14 gennaio 2012   | Spacewatch        |
| 459123 - | 2012 BF142               | 4 marzo 2005      | CSS               |
| 459124 - | 2012 BQ147               | 27 dicembre 2011  | Mt. Lemmon Survey |
| 459125 - | 2012 BR150               | 31 gennaio 2012   | CSS               |
| 459126 - | 2012 BL152               | 4 maggio 2005     | Spacewatch        |
| 459127 - | 2012 CP                  | 1º febbraio 2012  | Mt. Lemmon Survey |
| 459128 - | 2012 CR1                 | 15 marzo 2004     | Spacewatch        |
| 459129 - | 2012 CE2                 | 18 gennaio 2012   | Spacewatch        |
| 459130 - | 2012 CY2                 | 19 gennaio 2012   | Spacewatch        |
| 459131 - | 2012 CC10                | 28 dicembre 2011  | Mt. Lemmon Survey |
| 459132 - | 2012 CV10                | 19 gennaio 2012   | Spacewatch        |
| 459133 - | 2012 CH11                | 1º novembre 2006  | CSS               |
| 459134 - | 2012 CV12                | 16 aprile 2004    | Spacewatch        |
| 459135 - | 2012 CX12                | 21 gennaio 2012   | Spacewatch        |
| 459136 - | 2012 CO13                | 2 febbraio 2008   | Spacewatch        |
| 459137 - | 2012 CW16                | 3 ottobre 2006    | Mt. Lemmon Survey |
| 459138 - | 2012 CP17                | 8 aprile 2008     | Spacewatch        |
| 459139 - | 2012 CK18                | 7 marzo 2008      | Mt. Lemmon Survey |
| 459140 - | 2012 CH23                | 27 dicembre 2011  | Mt. Lemmon Survey |
| 459141 - | 2012 CU25                | 18 gennaio 2012   | Spacewatch        |
| 459142 - | 2012 CY26                | 11 gennaio 2008   | Spacewatch        |
| 459143 - | 2012 CF33                | 1º gennaio 2012   | Mt. Lemmon Survey |
| 459144 - | 2012 CU36                | 24 marzo 2009     | Spacewatch        |
| 459145 - | 2012 CO37                | 2 marzo 2008      | Spacewatch        |
| 459146 - | 2012 CH38                | 11 aprile 2008    | Mt. Lemmon Survey |
| 459147 - | 2012 CA47                | 19 gennaio 2012   | Spacewatch        |
| 459148 - | 2012 CE47                | 13 febbraio 2012  | Spacewatch        |
| 459149 - | 2012 CV47                | 30 marzo 2008     | CSS               |
| 459150 - | 2012 CN49                | 21 ottobre 1995   | Spacewatch        |
| 459151 - | 2012 CT50                | 7 febbraio 2008   | Spacewatch        |
| 459152 - | 2012 CZ50                | 5 aprile 2008     | Mt. Lemmon Survey |
| 459153 - | 2012 CW51                | 8 febbraio 2008   | Mt. Lemmon Survey |
| 459154 - | 2012 CT52                | 2 febbraio 2012   | Spacewatch        |
| 459155 - | 2012 CF54                | 7 febbraio 2008   | Mt. Lemmon Survey |
| 459156 - | 2012 CY54                | 5 luglio 2005     | Spacewatch        |
| 459157 - | 2012 DX5                 | 21 gennaio 2012   | Spacewatch        |
| 459158 - | 2012 DL6                 | 10 febbraio 2008  | Spacewatch        |
| 459159 - | 2012 DT7                 | 2 febbraio 2008   | Spacewatch        |
| 459160 - | 2012 DN9                 | 8 febbraio 2008   | Spacewatch        |
| 459161 - | 2012 DS10                | 18 settembre 2006 | Spacewatch        |
| 459162 - | 2012 DY11                | 19 febbraio 2012  | Spacewatch        |
| 459163 - | 2012 DA12                | 30 gennaio 2012   | Spacewatch        |
| 459164 - | 2012 DB15                | 10 gennaio 2008   | Mt. Lemmon Survey |
| 459165 - | 2012 DN16                | 21 febbraio 2007  | Spacewatch        |
| 459166 - | 2012 DQ17                | 5 aprile 2008     | Spacewatch        |
| 459167 - | 2012 DA22                | 30 marzo 2008     | CSS               |
| 459168 - | 2012 DU22                | 3 novembre 2010   | Mt. Lemmon Survey |
| 459169 - | 2012 DA23                | 6 ottobre 2005    | Spacewatch        |
| 459170 - | 2012 DF23                | 19 gennaio 2012   | Mt. Lemmon Survey |
| 459171 - | 2012 DH23                | 3 maggio 2008     | Mt. Lemmon Survey |
| 459172 - | 2012 DV24                | 21 febbraio 2012  | Spacewatch        |
| 459173 - | 2012 DB25                | 25 marzo 2007     | Mt. Lemmon Survey |
| 459174 - | 2012 DJ25                | 21 febbraio 2012  | Spacewatch        |
| 459175 - | 2012 DQ26                | 16 aprile 2008    | Mt. Lemmon Survey |
| 459176 - | 2012 DS27                | 27 aprile 2008    | Mt. Lemmon Survey |
| 459177 - | 2012 DX28                | 22 febbraio 2012  | Spacewatch        |
| 459178 - | 2012 DV33                | 30 settembre 2006 | Mt. Lemmon Survey |
| 459179 - | 2012 DY34                | 19 novembre 2006  | Spacewatch        |
| 459180 - | 2012 DP35                | 31 marzo 2008     | Mt. Lemmon Survey |
| 459181 - | 2012 DK36                | 31 marzo 2008     | Spacewatch        |
| 459182 - | 2012 DM39                | 1º novembre 2010  | Mt. Lemmon Survey |
| 459183 - | 2012 DS39                | 5 gennaio 2011    | CSS               |
| 459184 - | 2012 DC40                | 12 marzo 2008     | Spacewatch        |
| 459185 - | 2012 DG44                | 18 settembre 2010 | Mt. Lemmon Survey |
| 459186 - | 2012 DC45                | 24 dicembre 2006  | Mt. Lemmon Survey |
| 459187 - | 2012 DD46                | 4 maggio 2008     | Spacewatch        |
| 459188 - | 2012 DM46                | 26 febbraio 2012  | Mt. Lemmon Survey |
| 459189 - | 2012 DU46                | 2 luglio 2010     | WISE              |
| 459190 - | 2012 DJ47                | 17 agosto 1998    | LINEAR            |
| 459191 - | 2012 DQ47                | 2 febbraio 2008   | Mt. Lemmon Survey |
| 459192 - | 2012 DG48                | 31 dicembre 2007  | Mt. Lemmon Survey |
| 459193 - | 2012 DL48                | 3 novembre 2010   | Mt. Lemmon Survey |
| 459194 - | 2012 DY48                | 1º febbraio 2012  | Spacewatch        |
| 459195 - | 2012 DT53                | 22 febbraio 2012  | Spacewatch        |
| 459196 - | 2012 DX54                | 27 dicembre 2011  | Mt. Lemmon Survey |
| 459197 - | 2012 DZ56                | 25 febbraio 2012  | Mt. Lemmon Survey |
| 459198 - | 2012 DD58                | 3 novembre 2010   | Spacewatch        |
| 459199 - | 2012 DH60                | 21 febbraio 2012  | Spacewatch        |
| 459200 - | 2012 DK61                | 23 febbraio 2012  | Spacewatch        |

## 459201-459300
| Nome     | Designazione provvisoria | Data di scoperta  | Scopritore           |
| -------- | ------------------------ | ----------------- | -------------------- |
| 459201 - | 2012 DX62                | 30 gennaio 2012   | Spacewatch           |
| 459202 - | 2012 DL67                | 24 febbraio 2012  | Spacewatch           |
| 459203 - | 2012 DB72                | 13 ottobre 2010   | Mt. Lemmon Survey    |
| 459204 - | 2012 DV72                | 26 settembre 2006 | Spacewatch           |
| 459205 - | 2012 DZ73                | 31 dicembre 2007  | Spacewatch           |
| 459206 - | 2012 DH74                | 27 febbraio 2012  | Spacewatch           |
| 459207 - | 2012 DP77                | 1º gennaio 2008   | Spacewatch           |
| 459208 - | 2012 DT78                | 2 febbraio 2008   | Mt. Lemmon Survey    |
| 459209 - | 2012 DP80                | 9 maggio 2004     | Spacewatch           |
| 459210 - | 2012 DU80                | 11 marzo 2008     | Mt. Lemmon Survey    |
| 459211 - | 2012 DD81                | 7 febbraio 2008   | Spacewatch           |
| 459212 - | 2012 DN81                | 27 dicembre 2011  | Mt. Lemmon Survey    |
| 459213 - | 2012 DQ82                | 29 settembre 2005 | Spacewatch           |
| 459214 - | 2012 DS82                | 16 marzo 2007     | Spacewatch           |
| 459215 - | 2012 DE83                | 23 febbraio 2012  | Mt. Lemmon Survey    |
| 459216 - | 2012 DH87                | 30 settembre 2005 | CSS                  |
| 459217 - | 2012 DN87                | 8 marzo 2008      | Spacewatch           |
| 459218 - | 2012 DZ87                | 21 febbraio 2012  | Mt. Lemmon Survey    |
| 459219 - | 2012 DJ88                | 26 aprile 2003    | Spacewatch           |
| 459220 - | 2012 DC90                | 7 marzo 2008      | CSS                  |
| 459221 - | 2012 DW90                | 7 febbraio 2008   | Spacewatch           |
| 459222 - | 2012 DF92                | 11 marzo 2008     | Spacewatch           |
| 459223 - | 2012 DA96                | 23 febbraio 2012  | Mt. Lemmon Survey    |
| 459224 - | 2012 DS96                | 30 giugno 2005    | Spacewatch           |
| 459225 - | 2012 DO97                | 18 febbraio 2012  | CSS                  |
| 459226 - | 2012 EB1                 | 30 aprile 2008    | Spacewatch           |
| 459227 - | 2012 EH4                 | 21 febbraio 2012  | Mt. Lemmon Survey    |
| 459228 - | 2012 EP4                 | 4 aprile 2008     | Mt. Lemmon Survey    |
| 459229 - | 2012 EA5                 | 5 luglio 2005     | Siding Spring Survey |
| 459230 - | 2012 ER6                 | 4 settembre 2010  | Spacewatch           |
| 459231 - | 2012 EN8                 | 10 febbraio 2008  | Spacewatch           |
| 459232 - | 2012 EH12                | 22 novembre 2006  | Spacewatch           |
| 459233 - | 2012 EB13                | 15 marzo 2012     | Mt. Lemmon Survey    |
| 459234 - | 2012 EV15                | 10 marzo 2008     | Spacewatch           |
| 459235 - | 2012 ER16                | 12 ottobre 2010   | Spacewatch           |
| 459236 - | 2012 FH1                 | 15 dicembre 2006  | Spacewatch           |
| 459237 - | 2012 FC7                 | 19 aprile 2004    | Spacewatch           |
| 459238 - | 2012 FH11                | 29 dicembre 2005  | Spacewatch           |
| 459239 - | 2012 FD15                | 3 ottobre 2005    | Spacewatch           |
| 459240 - | 2012 FL15                | 15 agosto 2009    | Spacewatch           |
| 459241 - | 2012 FN15                | 13 gennaio 2008   | Spacewatch           |
| 459242 - | 2012 FZ19                | 24 febbraio 2012  | Spacewatch           |
| 459243 - | 2012 FZ20                | 1º novembre 2006  | Spacewatch           |
| 459244 - | 2012 FB21                | 30 novembre 2005  | Mt. Lemmon Survey    |
| 459245 - | 2012 FL22                | 25 febbraio 2012  | Spacewatch           |
| 459246 - | 2012 FJ25                | 22 febbraio 2012  | Spacewatch           |
| 459247 - | 2012 FV25                | 1º aprile 2008    | Spacewatch           |
| 459248 - | 2012 FD28                | 17 gennaio 2007   | Spacewatch           |
| 459249 - | 2012 FY31                | 5 maggio 2008     | Spacewatch           |
| 459250 - | 2012 FL34                | 26 febbraio 2012  | Spacewatch           |
| 459251 - | 2012 FA35                | 31 marzo 2003     | Spacewatch           |
| 459252 - | 2012 FP36                | 11 gennaio 1994   | Spacewatch           |
| 459253 - | 2012 FG39                | 8 ottobre 2010    | Spacewatch           |
| 459254 - | 2012 FV43                | 30 dicembre 2005  | Mt. Lemmon Survey    |
| 459255 - | 2012 FL44                | 6 novembre 2005   | Mt. Lemmon Survey    |
| 459256 - | 2012 FZ46                | 5 marzo 2008      | Spacewatch           |
| 459257 - | 2012 FJ48                | 13 marzo 2012     | Mt. Lemmon Survey    |
| 459258 - | 2012 FV48                | 7 aprile 2003     | Spacewatch           |
| 459259 - | 2012 FJ49                | 29 marzo 2007     | Spacewatch           |
| 459260 - | 2012 FW52                | 16 marzo 2012     | Spacewatch           |
| 459261 - | 2012 FF54                | 9 ottobre 2004    | Spacewatch           |
| 459262 - | 2012 FZ54                | 19 settembre 2009 | Mt. Lemmon Survey    |
| 459263 - | 2012 FB55                | 16 marzo 2012     | Spacewatch           |
| 459264 - | 2012 FM56                | 3 maggio 2008     | Mt. Lemmon Survey    |
| 459265 - | 2012 FX56                | 12 marzo 2012     | Spacewatch           |
| 459266 - | 2012 FT60                | 31 ottobre 2005   | Mt. Lemmon Survey    |
| 459267 - | 2012 FM61                | 28 ottobre 2005   | Mt. Lemmon Survey    |
| 459268 - | 2012 FU61                | 25 aprile 2007    | Spacewatch           |
| 459269 - | 2012 FR64                | 28 febbraio 2008  | Spacewatch           |
| 459270 - | 2012 FB67                | 15 dicembre 2006  | Spacewatch           |
| 459271 - | 2012 FL67                | 9 gennaio 2007    | Spacewatch           |
| 459272 - | 2012 FF69                | 28 aprile 2003    | Spacewatch           |
| 459273 - | 2012 FU72                | 30 gennaio 2012   | Mt. Lemmon Survey    |
| 459274 - | 2012 FG73                | 20 settembre 2009 | Mt. Lemmon Survey    |
| 459275 - | 2012 FV74                | 1º marzo 2012     | Mt. Lemmon Survey    |
| 459276 - | 2012 FM75                | 25 febbraio 2012  | CSS                  |
| 459277 - | 2012 FE77                | 11 aprile 2008    | Spacewatch           |
| 459278 - | 2012 FG78                | 16 novembre 2006  | Spacewatch           |
| 459279 - | 2012 FH78                | 24 febbraio 2012  | Mt. Lemmon Survey    |
| 459280 - | 2012 FM82                | 7 aprile 2003     | Spacewatch           |
| 459281 - | 2012 GB                  | 30 dicembre 2011  | Mt. Lemmon Survey    |
| 459282 - | 2012 GU2                 | 31 marzo 2012     | Mt. Lemmon Survey    |
| 459283 - | 2012 GB3                 | 24 dicembre 2006  | Spacewatch           |
| 459284 - | 2012 GR3                 | 27 marzo 2012     | Spacewatch           |
| 459285 - | 2012 GX4                 | 14 marzo 2012     | Spacewatch           |
| 459286 - | 2012 GY4                 | 30 gennaio 2012   | Mt. Lemmon Survey    |
| 459287 - | 2012 GX6                 | 1º aprile 2012    | Mt. Lemmon Survey    |
| 459288 - | 2012 GK7                 | 15 marzo 2012     | Spacewatch           |
| 459289 - | 2012 GC8                 | 2 gennaio 2012    | Mt. Lemmon Survey    |
| 459290 - | 2012 GQ12                | 13 dicembre 2010  | Mt. Lemmon Survey    |
| 459291 - | 2012 GT12                | 25 dicembre 2005  | Spacewatch           |
| 459292 - | 2012 GA13                | 14 aprile 2007    | Spacewatch           |
| 459293 - | 2012 GQ13                | 27 maggio 2003    | Spacewatch           |
| 459294 - | 2012 GL14                | 4 marzo 2012      | Mt. Lemmon Survey    |
| 459295 - | 2012 GP16                | 25 settembre 2009 | Mt. Lemmon Survey    |
| 459296 - | 2012 GA17                | 1º dicembre 2010  | Mt. Lemmon Survey    |
| 459297 - | 2012 GE17                | 10 aprile 2003    | Spacewatch           |
| 459298 - | 2012 GZ19                | 7 ottobre 1996    | Spacewatch           |
| 459299 - | 2012 GE21                | 18 novembre 2006  | Mt. Lemmon Survey    |
| 459300 - | 2012 GS22                | 8 gennaio 2011    | Mt. Lemmon Survey    |

## 459301-459400
| Nome     | Designazione provvisoria | Data di scoperta  | Scopritore           |
| -------- | ------------------------ | ----------------- | -------------------- |
| 459301 - | 2012 GN24                | 10 febbraio 2007  | CSS                  |
| 459302 - | 2012 GP25                | 30 settembre 2005 | Mt. Lemmon Survey    |
| 459303 - | 2012 GS25                | 24 febbraio 2012  | Mt. Lemmon Survey    |
| 459304 - | 2012 GC26                | 4 marzo 2012      | Mt. Lemmon Survey    |
| 459305 - | 2012 GT27                | 27 marzo 2012     | Mt. Lemmon Survey    |
| 459306 - | 2012 GY27                | 28 marzo 2012     | Mt. Lemmon Survey    |
| 459307 - | 2012 GZ27                | 31 marzo 2008     | Mt. Lemmon Survey    |
| 459308 - | 2012 GN29                | 11 aprile 2012    | Mt. Lemmon Survey    |
| 459309 - | 2012 GS29                | 19 novembre 2009  | Mt. Lemmon Survey    |
| 459310 - | 2012 GZ32                | 22 gennaio 2006   | Mt. Lemmon Survey    |
| 459311 - | 2012 GF33                | 29 settembre 2008 | Mt. Lemmon Survey    |
| 459312 - | 2012 GY33                | 28 agosto 2005    | Spacewatch           |
| 459313 - | 2012 GM37                | 30 marzo 2012     | Spacewatch           |
| 459314 - | 2012 GC39                | 28 gennaio 2011   | Mt. Lemmon Survey    |
| 459315 - | 2012 GA40                | 24 ottobre 2009   | Mt. Lemmon Survey    |
| 459316 - | 2012 HS1                 | 30 marzo 2012     | Mt. Lemmon Survey    |
| 459317 - | 2012 HT1                 | 15 marzo 2012     | CSS                  |
| 459318 - | 2012 HU3                 | 16 aprile 2012    | CSS                  |
| 459319 - | 2012 HV5                 | 9 dicembre 1999   | Spacewatch           |
| 459320 - | 2012 HL6                 | 1º marzo 2010     | WISE                 |
| 459321 - | 2012 HX8                 | 18 aprile 2012    | Spacewatch           |
| 459322 - | 2012 HB9                 | 7 gennaio 2010    | Mt. Lemmon Survey    |
| 459323 - | 2012 HF10                | 22 luglio 1995    | Spacewatch           |
| 459324 - | 2012 HY11                | 14 giugno 2004    | Spacewatch           |
| 459325 - | 2012 HM17                | 20 novembre 2009  | Mt. Lemmon Survey    |
| 459326 - | 2012 HX18                | 2 aprile 2006     | LONEOS               |
| 459327 - | 2012 HK19                | 22 aprile 2012    | Mt. Lemmon Survey    |
| 459328 - | 2012 HX19                | 10 novembre 2009  | Spacewatch           |
| 459329 - | 2012 HE20                | 26 dicembre 2011  | Mt. Lemmon Survey    |
| 459330 - | 2012 HY22                | 18 febbraio 2007  | LONEOS               |
| 459331 - | 2012 HR23                | 30 marzo 2012     | Spacewatch           |
| 459332 - | 2012 HT23                | 27 dicembre 2006  | Mt. Lemmon Survey    |
| 459333 - | 2012 HZ27                | 11 dicembre 2009  | Mt. Lemmon Survey    |
| 459334 - | 2012 HO38                | 17 settembre 2010 | Mt. Lemmon Survey    |
| 459335 - | 2012 HC39                | 26 novembre 2011  | Mt. Lemmon Survey    |
| 459336 - | 2012 HF39                | 13 aprile 2012    | Siding Spring Survey |
| 459337 - | 2012 HO39                | 14 gennaio 2011   | Mt. Lemmon Survey    |
| 459338 - | 2012 HZ40                | 15 gennaio 1996   | Spacewatch           |
| 459339 - | 2012 HA41                | 26 settembre 2009 | Spacewatch           |
| 459340 - | 2012 HP41                | 17 settembre 2009 | Spacewatch           |
| 459341 - | 2012 HX42                | 16 febbraio 2007  | CSS                  |
| 459342 - | 2012 HC47                | 11 maggio 2007    | Mt. Lemmon Survey    |
| 459343 - | 2012 HM51                | 29 settembre 2008 | CSS                  |
| 459344 - | 2012 HV51                | 25 aprile 2012    | Spacewatch           |
| 459345 - | 2012 HY52                | 8 gennaio 2011    | Mt. Lemmon Survey    |
| 459346 - | 2012 HR53                | 29 marzo 2012     | Spacewatch           |
| 459347 - | 2012 HM54                | 14 novembre 2010  | Mt. Lemmon Survey    |
| 459348 - | 2012 HF55                | 12 novembre 2010  | Mt. Lemmon Survey    |
| 459349 - | 2012 HE56                | 31 marzo 2012     | Spacewatch           |
| 459350 - | 2012 HG59                | 4 aprile 2008     | Spacewatch           |
| 459351 - | 2012 HL60                | 10 giugno 1999    | Spacewatch           |
| 459352 - | 2012 HJ61                | 8 marzo 2011      | CSS                  |
| 459353 - | 2012 HH62                | 24 febbraio 2012  | Mt. Lemmon Survey    |
| 459354 - | 2012 HO69                | 9 novembre 2009   | Spacewatch           |
| 459355 - | 2012 HQ75                | 27 gennaio 2007   | Mt. Lemmon Survey    |
| 459356 - | 2012 HT78                | 30 aprile 2012    | Mt. Lemmon Survey    |
| 459357 - | 2012 HN79                | 24 agosto 2008    | Spacewatch           |
| 459358 - | 2012 HN81                | 30 aprile 2012    | Spacewatch           |
| 459359 - | 2012 HN83                | 10 gennaio 2007   | Spacewatch           |
| 459360 - | 2012 HO83                | 14 dicembre 2006  | Mt. Lemmon Survey    |
| 459361 - | 2012 JE2                 | 19 aprile 2012    | Spacewatch           |
| 459362 - | 2012 JD12                | 15 marzo 2008     | Mt. Lemmon Survey    |
| 459363 - | 2012 JR13                | 25 maggio 2003    | Spacewatch           |
| 459364 - | 2012 JA14                | 14 marzo 2007     | Mt. Lemmon Survey    |
| 459365 - | 2012 JF15                | 12 maggio 2012    | Mt. Lemmon Survey    |
| 459366 - | 2012 JN18                | 6 novembre 2010   | Mt. Lemmon Survey    |
| 459367 - | 2012 JH23                | 1º maggio 2003    | Spacewatch           |
| 459368 - | 2012 JK24                | 23 febbraio 2007  | Mt. Lemmon Survey    |
| 459369 - | 2012 JR24                | 15 marzo 2012     | Mt. Lemmon Survey    |
| 459370 - | 2012 JV27                | 12 giugno 2008    | Spacewatch           |
| 459371 - | 2012 JF29                | 21 aprile 2012    | Mt. Lemmon Survey    |
| 459372 - | 2012 JA32                | 1º maggio 2012    | Mt. Lemmon Survey    |
| 459373 - | 2012 JE35                | 15 aprile 2001    | Spacewatch           |
| 459374 - | 2012 JF38                | 17 aprile 2012    | Spacewatch           |
| 459375 - | 2012 JR41                | 18 giugno 2007    | Spacewatch           |
| 459376 - | 2012 JM42                | 14 maggio 2012    | Mt. Lemmon Survey    |
| 459377 - | 2012 JN45                | 19 novembre 2009  | Spacewatch           |
| 459378 - | 2012 JY49                | 21 aprile 2012    | Mt. Lemmon Survey    |
| 459379 - | 2012 JK57                | 13 febbraio 2011  | Mt. Lemmon Survey    |
| 459380 - | 2012 JR60                | 1º aprile 2012    | Mt. Lemmon Survey    |
| 459381 - | 2012 JX61                | 14 maggio 2012    | Mt. Lemmon Survey    |
| 459382 - | 2012 JY61                | 30 aprile 2012    | Mt. Lemmon Survey    |
| 459383 - | 2012 JV62                | 13 marzo 2007     | Mt. Lemmon Survey    |
| 459384 - | 2012 KM8                 | 11 novembre 2009  | Mt. Lemmon Survey    |
| 459385 - | 2012 KA11                | 14 gennaio 2011   | Mt. Lemmon Survey    |
| 459386 - | 2012 KJ11                | 17 maggio 2012    | Mt. Lemmon Survey    |
| 459387 - | 2012 KD12                | 2 aprile 2011     | Mt. Lemmon Survey    |
| 459388 - | 2012 KC16                | 20 maggio 2012    | Mt. Lemmon Survey    |
| 459389 - | 2012 KQ19                | 24 aprile 2003    | CINEOS               |
| 459390 - | 2012 KQ20                | 28 marzo 2012     | Spacewatch           |
| 459391 - | 2012 KF23                | 16 marzo 2007     | Mt. Lemmon Survey    |
| 459392 - | 2012 KK25                | 24 settembre 2008 | Mt. Lemmon Survey    |
| 459393 - | 2012 KE26                | 25 dicembre 2010  | Spacewatch           |
| 459394 - | 2012 KJ26                | 16 ottobre 2009   | Mt. Lemmon Survey    |
| 459395 - | 2012 KE29                | 7 ottobre 2005    | Spacewatch           |
| 459396 - | 2012 KJ30                | 19 maggio 2012    | Mt. Lemmon Survey    |
| 459397 - | 2012 KK31                | 28 marzo 2012     | Spacewatch           |
| 459398 - | 2012 KO31                | 20 aprile 2012    | Mt. Lemmon Survey    |
| 459399 - | 2012 KB40                | 19 maggio 2012    | Mt. Lemmon Survey    |
| 459400 - | 2012 KX47                | 27 aprile 2012    | Mt. Lemmon Survey    |

## 459401-459500
| Nome     | Designazione provvisoria | Data di scoperta  | Scopritore           |
| -------- | ------------------------ | ----------------- | -------------------- |
| 459401 - | 2012 KE48                | 31 maggio 2012    | Mt. Lemmon Survey    |
| 459402 - | 2012 KT49                | 25 dicembre 2005  | Spacewatch           |
| 459403 - | 2012 KK50                | 27 settembre 2003 | Spacewatch           |
| 459404 - | 2012 LR                  | 21 maggio 2012    | Mt. Lemmon Survey    |
| 459405 - | 2012 LZ5                 | 24 novembre 2009  | Mt. Lemmon Survey    |
| 459406 - | 2012 LD9                 | 18 maggio 2012    | Spacewatch           |
| 459407 - | 2012 LU14                | 13 febbraio 2011  | Mt. Lemmon Survey    |
| 459408 - | 2012 LP17                | 1º febbraio 2003  | Spacewatch           |
| 459409 - | 2012 LY17                | 16 febbraio 2010  | WISE                 |
| 459410 - | 2012 LL20                | 4 febbraio 2005   | Spacewatch           |
| 459411 - | 2012 LO22                | 4 dicembre 2005   | Spacewatch           |
| 459412 - | 2012 MR5                 | 12 gennaio 2011   | Mt. Lemmon Survey    |
| 459413 - | 2012 MO15                | 10 aprile 2010    | WISE                 |
| 459414 - | 2012 NG                  | 29 dicembre 2005  | Mt. Lemmon Survey    |
| 459415 - | 2012 PQ                  | 7 marzo 2005      | LINEAR               |
| 459416 - | 2012 PO14                | 4 gennaio 2006    | Mt. Lemmon Survey    |
| 459417 - | 2012 PY27                | 4 aprile 2010     | WISE                 |
| 459418 - | 2012 QL44                | 7 gennaio 2006    | Mt. Lemmon Survey    |
| 459419 - | 2012 QM48                | 12 ottobre 2007   | Mt. Lemmon Survey    |
| 459420 - | 2012 QA50                | 31 dicembre 2007  | CSS                  |
| 459421 - | 2012 RK                  | 9 gennaio 2006    | Mt. Lemmon Survey    |
| 459422 - | 2012 RA9                 | 1º aprile 2010    | WISE                 |
| 459423 - | 2012 RG9                 | 24 aprile 2011    | Spacewatch           |
| 459424 - | 2012 RH39                | 27 ottobre 2008   | Spacewatch           |
| 459425 - | 2012 SE                  | 3 settembre 2007  | CSS                  |
| 459426 - | 2012 SF4                 | 5 ottobre 2004    | Spacewatch           |
| 459427 - | 2012 SG25                | 11 aprile 2010    | WISE                 |
| 459428 - | 2012 SC50                | 13 aprile 2010    | WISE                 |
| 459429 - | 2012 SS51                | 25 agosto 2012    | Spacewatch           |
| 459430 - | 2012 SW63                | 26 settembre 2012 | Mt. Lemmon Survey    |
| 459431 - | 2012 TG5                 | 31 dicembre 2002  | LINEAR               |
| 459432 - | 2012 TL14                | 26 agosto 2012    | Spacewatch           |
| 459433 - | 2012 TG37                | 15 marzo 2010     | Mt. Lemmon Survey    |
| 459434 - | 2012 TA65                | 9 febbraio 2010   | Spacewatch           |
| 459435 - | 2012 TE77                | 12 ottobre 2005   | Spacewatch           |
| 459436 - | 2012 TV81                | 24 agosto 2012    | Spacewatch           |
| 459437 - | 2012 TH89                | 11 aprile 2005    | Mt. Lemmon Survey    |
| 459438 - | 2012 TZ103               | 19 settembre 2011 | Mt. Lemmon Survey    |
| 459439 - | 2012 TB146               | 9 marzo 2007      | Mt. Lemmon Survey    |
| 459440 - | 2012 TU297               | 15 ottobre 2012   | Spacewatch           |
| 459441 - | 2012 TN308               | 21 maggio 2006    | Mt. Lemmon Survey    |
| 459442 - | 2012 UC18                | 17 ottobre 2012   | Mt. Lemmon Survey    |
| 459443 - | 2012 UR85                | 16 settembre 2006 | CSS                  |
| 459444 - | 2012 UF158               | 31 marzo 2011     | Siding Spring Survey |
| 459445 - | 2012 UC170               | 21 novembre 2001  | LINEAR               |
| 459446 - | 2012 VR1                 | 2 novembre 2007   | CSS                  |
| 459447 - | 2012 VL38                | 3 dicembre 2007   | Spacewatch           |
| 459448 - | 2012 VM38                | 30 dicembre 2007  | Spacewatch           |
| 459449 - | 2012 WO                  | 14 settembre 1998 | LINEAR               |
| 459450 - | 2012 WX4                 | 13 dicembre 2006  | Mt. Lemmon Survey    |
| 459451 - | 2012 WG32                | 24 novembre 2012  | Pan-STARRS 1         |
| 459452 - | 2012 XB6                 | 1º ottobre 2000   | LONEOS               |
| 459453 - | 2012 XH21                | 30 ottobre 2009   | Mt. Lemmon Survey    |
| 459454 - | 2012 XY55                | 29 maggio 2003    | Spacewatch           |
| 459455 - | 2012 XB56                | 7 gennaio 2005    | LINEAR               |
| 459456 - | 2012 XD111               | 18 dicembre 2007  | Mt. Lemmon Survey    |
| 459457 - | 2012 XG134               | 6 dicembre 2007   | Mt. Lemmon Survey    |
| 459458 - | 2012 XR134               | 10 dicembre 2012  | Pan-STARRS 1         |
| 459459 - | 2012 YZ2                 | 10 dicembre 2012  | CSS                  |
| 459460 - | 2012 YT3                 | 15 settembre 2009 | CSS                  |
| 459461 - | 2013 AD                  | 4 ottobre 2003    | Spacewatch           |
| 459462 - | 2013 AY52                | 6 gennaio 2013    | CSS                  |
| 459463 - | 2013 AO55                | 8 febbraio 2002   | Spacewatch           |
| 459464 - | 2013 AZ72                | 9 gennaio 2005    | CSS                  |
| 459465 - | 2013 AK112               | 28 agosto 2005    | Spacewatch           |
| 459466 - | 2013 BR                  | 6 novembre 2010   | Mt. Lemmon Survey    |
| 459467 - | 2013 BZ16                | 5 gennaio 2013    | Mt. Lemmon Survey    |
| 459468 - | 2013 BC22                | 6 gennaio 2013    | Spacewatch           |
| 459469 - | 2013 BO43                | 19 gennaio 2013   | Mt. Lemmon Survey    |
| 459470 - | 2013 BU45                | 31 marzo 2008     | CSS                  |
| 459471 - | 2013 BT54                | 9 marzo 2007      | Spacewatch           |
| 459472 - | 2013 CA7                 | 25 novembre 2005  | Spacewatch           |
| 459473 - | 2013 CF16                | 17 gennaio 2013   | Mt. Lemmon Survey    |
| 459474 - | 2013 CJ18                | 14 aprile 2010    | Spacewatch           |
| 459475 - | 2013 CX21                | 4 dicembre 2008   | Spacewatch           |
| 459476 - | 2013 CL36                | 22 settembre 2004 | LONEOS               |
| 459477 - | 2013 CE41                | 25 settembre 2008 | Spacewatch           |
| 459478 - | 2013 CT45                | 5 febbraio 2013   | Spacewatch           |
| 459479 - | 2013 CP47                | 5 febbraio 2013   | Spacewatch           |
| 459480 - | 2013 CR47                | 9 giugno 2007     | Spacewatch           |
| 459481 - | 2013 CR60                | 19 gennaio 2013   | Spacewatch           |
| 459482 - | 2013 CO68                | 4 gennaio 2006    | Mt. Lemmon Survey    |
| 459483 - | 2013 CZ73                | 1º ottobre 2005   | Spacewatch           |
| 459484 - | 2013 CS75                | 10 febbraio 2008  | Mt. Lemmon Survey    |
| 459485 - | 2013 CS79                | 15 aprile 2007    | Spacewatch           |
| 459486 - | 2013 CX103               | 17 giugno 2010    | Mt. Lemmon Survey    |
| 459487 - | 2013 CW110               | 9 maggio 2007     | Spacewatch           |
| 459488 - | 2013 CJ111               | 26 ottobre 2005   | Spacewatch           |
| 459489 - | 2013 CH119               | 9 maggio 2010     | Siding Spring Survey |
| 459490 - | 2013 CY123               | 8 aprile 2006     | Spacewatch           |
| 459491 - | 2013 CC128               | 19 gennaio 2004   | Spacewatch           |
| 459492 - | 2013 CO139               | 9 gennaio 2013    | Mt. Lemmon Survey    |
| 459493 - | 2013 CH143               | 24 febbraio 2006  | Spacewatch           |
| 459494 - | 2013 CM161               | 28 settembre 2011 | Mt. Lemmon Survey    |
| 459495 - | 2013 CJ168               | 21 dicembre 2005  | Spacewatch           |
| 459496 - | 2013 CH172               | 7 febbraio 2013   | Spacewatch           |
| 459497 - | 2013 CL174               | 11 maggio 2010    | Mt. Lemmon Survey    |
| 459498 - | 2013 CH175               | 4 febbraio 2006   | Mt. Lemmon Survey    |
| 459499 - | 2013 CS191               | 15 aprile 1997    | Spacewatch           |
| 459500 - | 2013 CR195               | 18 marzo 2010     | Mt. Lemmon Survey    |

## 459501-459600
| Nome     | Designazione provvisoria | Data di scoperta  | Scopritore           |
| -------- | ------------------------ | ----------------- | -------------------- |
| 459501 - | 2013 CD207               | 29 ottobre 2005   | CSS                  |
| 459502 - | 2013 CB208               | 4 settembre 2008  | Spacewatch           |
| 459503 - | 2013 CC218               | 1º dicembre 2008  | Mt. Lemmon Survey    |
| 459504 - | 2013 DC13                | 21 settembre 2011 | Spacewatch           |
| 459505 - | 2013 EC6                 | 3 marzo 2013      | Mt. Lemmon Survey    |
| 459506 - | 2013 EU10                | 5 ottobre 2004    | Spacewatch           |
| 459507 - | 2013 EA13                | 26 maggio 2003    | Spacewatch           |
| 459508 - | 2013 EQ15                | 24 novembre 2008  | Spacewatch           |
| 459509 - | 2013 EQ17                | 22 febbraio 2006  | CSS                  |
| 459510 - | 2013 ER18                | 29 novembre 2005  | Spacewatch           |
| 459511 - | 2013 ER25                | 31 gennaio 1995   | Spacewatch           |
| 459512 - | 2013 EA26                | 5 gennaio 2006    | Spacewatch           |
| 459513 - | 2013 EB29                | 11 settembre 2007 | Mt. Lemmon Survey    |
| 459514 - | 2013 EZ30                | 19 maggio 2010    | Mt. Lemmon Survey    |
| 459515 - | 2013 EW52                | 5 febbraio 2013   | Spacewatch           |
| 459516 - | 2013 ER62                | 2 novembre 2011   | Mt. Lemmon Survey    |
| 459517 - | 2013 EN67                | 3 febbraio 2009   | Spacewatch           |
| 459518 - | 2013 EB82                | 22 settembre 2008 | Spacewatch           |
| 459519 - | 2013 EP85                | 17 febbraio 2013  | Spacewatch           |
| 459520 - | 2013 EY101               | 11 marzo 2013     | Spacewatch           |
| 459521 - | 2013 EY107               | 9 luglio 2003     | Spacewatch           |
| 459522 - | 2013 EV109               | 15 ottobre 2007   | Mt. Lemmon Survey    |
| 459523 - | 2013 EM116               | 1º maggio 2009    | Spacewatch           |
| 459524 - | 2013 ES116               | 24 ottobre 2011   | Mt. Lemmon Survey    |
| 459525 - | 2013 EL125               | 21 dicembre 2008  | Spacewatch           |
| 459526 - | 2013 EM125               | 3 dicembre 2008   | Mt. Lemmon Survey    |
| 459527 - | 2013 EW127               | 12 marzo 2013     | Siding Spring Survey |
| 459528 - | 2013 EG141               | 23 ottobre 2008   | Mt. Lemmon Survey    |
| 459529 - | 2013 EY152               | 17 marzo 2009     | Spacewatch           |
| 459530 - | 2013 FG1                 | 2 novembre 2008   | Mt. Lemmon Survey    |
| 459531 - | 2013 FB2                 | 17 febbraio 2013  | Spacewatch           |
| 459532 - | 2013 FL6                 | 8 novembre 2008   | Spacewatch           |
| 459533 - | 2013 FW19                | 24 febbraio 2006  | Spacewatch           |
| 459534 - | 2013 FC26                | 14 febbraio 2013  | Mt. Lemmon Survey    |
| 459535 - | 2013 GE2                 | 27 febbraio 2006  | Spacewatch           |
| 459536 - | 2013 GN2                 | 28 dicembre 2005  | Spacewatch           |
| 459537 - | 2013 GF3                 | 25 aprile 2006    | Spacewatch           |
| 459538 - | 2013 GL6                 | 28 settembre 2011 | Spacewatch           |
| 459539 - | 2013 GG17                | 15 ottobre 2007   | Mt. Lemmon Survey    |
| 459540 - | 2013 GY19                | 21 aprile 2006    | Spacewatch           |
| 459541 - | 2013 GC22                | 13 marzo 2013     | Mt. Lemmon Survey    |
| 459542 - | 2013 GP22                | 25 aprile 2006    | Mt. Lemmon Survey    |
| 459543 - | 2013 GX23                | 2 aprile 2013     | Mt. Lemmon Survey    |
| 459544 - | 2013 GJ25                | 27 ottobre 2008   | Spacewatch           |
| 459545 - | 2013 GR25                | 28 novembre 2011  | Mt. Lemmon Survey    |
| 459546 - | 2013 GH26                | 25 febbraio 2006  | Spacewatch           |
| 459547 - | 2013 GR28                | 31 marzo 2013     | Mt. Lemmon Survey    |
| 459548 - | 2013 GD31                | 12 marzo 2013     | Spacewatch           |
| 459549 - | 2013 GO32                | 9 aprile 2002     | LONEOS               |
| 459550 - | 2013 GT43                | 26 marzo 2006     | Mt. Lemmon Survey    |
| 459551 - | 2013 GH46                | 23 settembre 2004 | Spacewatch           |
| 459552 - | 2013 GN46                | 4 agosto 2010     | WISE                 |
| 459553 - | 2013 GA51                | 7 gennaio 2006    | Mt. Lemmon Survey    |
| 459554 - | 2013 GZ69                | 23 maggio 2006    | Spacewatch           |
| 459555 - | 2013 GT74                | 4 marzo 2005      | Mt. Lemmon Survey    |
| 459556 - | 2013 GU78                | 3 novembre 2007   | Mt. Lemmon Survey    |
| 459557 - | 2013 GF81                | 3 marzo 2006      | Mt. Lemmon Survey    |
| 459558 - | 2013 GV82                | 13 aprile 2013    | Mt. Lemmon Survey    |
| 459559 - | 2013 GL85                | 7 marzo 2013      | CSS                  |
| 459560 - | 2013 GV89                | 12 aprile 2010    | Spacewatch           |
| 459561 - | 2013 GM92                | 5 settembre 2010  | Mt. Lemmon Survey    |
| 459562 - | 2013 GQ96                | 24 maggio 2006    | Mt. Lemmon Survey    |
| 459563 - | 2013 GW97                | 11 novembre 2001  | Spacewatch           |
| 459564 - | 2013 GF98                | 31 marzo 2009     | Mt. Lemmon Survey    |
| 459565 - | 2013 GH99                | 20 marzo 2007     | CSS                  |
| 459566 - | 2013 GO99                | 7 aprile 2013     | Spacewatch           |
| 459567 - | 2013 GU101               | 16 marzo 2013     | Mt. Lemmon Survey    |
| 459568 - | 2013 GY103               | 25 gennaio 2006   | Spacewatch           |
| 459569 - | 2013 GW104               | 2 marzo 2006      | Spacewatch           |
| 459570 - | 2013 GF105               | 26 marzo 2006     | Spacewatch           |
| 459571 - | 2013 GB107               | 24 ottobre 2011   | Mt. Lemmon Survey    |
| 459572 - | 2013 GC107               | 15 settembre 2007 | Spacewatch           |
| 459573 - | 2013 GE107               | 7 aprile 2013     | Spacewatch           |
| 459574 - | 2013 GD109               | 21 ottobre 2011   | Spacewatch           |
| 459575 - | 2013 GF109               | 1º febbraio 2009  | Mt. Lemmon Survey    |
| 459576 - | 2013 GB110               | 2 febbraio 2006   | Mt. Lemmon Survey    |
| 459577 - | 2013 GF110               | 18 marzo 2013     | Spacewatch           |
| 459578 - | 2013 GZ110               | 8 aprile 2006     | Spacewatch           |
| 459579 - | 2013 GG112               | 15 gennaio 2005   | Spacewatch           |
| 459580 - | 2013 GR112               | 16 maggio 2009    | Mt. Lemmon Survey    |
| 459581 - | 2013 GL115               | 11 ottobre 2007   | Mt. Lemmon Survey    |
| 459582 - | 2013 GV117               | 20 ottobre 2011   | Mt. Lemmon Survey    |
| 459583 - | 2013 GU118               | 22 novembre 2009  | Mt. Lemmon Survey    |
| 459584 - | 2013 GE123               | 4 febbraio 2009   | Mt. Lemmon Survey    |
| 459585 - | 2013 GH124               | 25 marzo 2006     | Mt. Lemmon Survey    |
| 459586 - | 2013 GV126               | 1º maggio 2009    | Mt. Lemmon Survey    |
| 459587 - | 2013 GW126               | 13 aprile 2013    | Mt. Lemmon Survey    |
| 459588 - | 2013 GE127               | 2 marzo 2006      | Spacewatch           |
| 459589 - | 2013 GD130               | 11 settembre 2010 | Spacewatch           |
| 459590 - | 2013 GQ130               | 16 marzo 2013     | Mt. Lemmon Survey    |
| 459591 - | 2013 GS134               | 23 marzo 2003     | Spacewatch           |
| 459592 - | 2013 HV2                 | 12 aprile 2013    | Mt. Lemmon Survey    |
| 459593 - | 2013 HX8                 | 4 dicembre 2008   | Spacewatch           |
| 459594 - | 2013 HZ9                 | 20 maggio 2005    | Mt. Lemmon Survey    |
| 459595 - | 2013 HF12                | 25 luglio 2010    | WISE                 |
| 459596 - | 2013 HK13                | 5 maggio 2006     | LONEOS               |
| 459597 - | 2013 HP20                | 7 marzo 2013      | CSS                  |
| 459598 - | 2013 HY20                | 1º marzo 2009     | Spacewatch           |
| 459599 - | 2013 HG22                | 14 settembre 2010 | Mt. Lemmon Survey    |
| 459600 - | 2013 HO23                | 19 aprile 2006    | CSS                  |

## 459601-459700
| Nome     | Designazione provvisoria | Data di scoperta  | Scopritore           |
| -------- | ------------------------ | ----------------- | -------------------- |
| 459601 - | 2013 HQ24                | 1º febbraio 2009  | Spacewatch           |
| 459602 - | 2013 HD25                | 30 novembre 2011  | Spacewatch           |
| 459603 - | 2013 HB26                | 30 gennaio 2006   | Spacewatch           |
| 459604 - | 2013 HB28                | 17 gennaio 2009   | Spacewatch           |
| 459605 - | 2013 HH30                | 2 gennaio 2012    | Mt. Lemmon Survey    |
| 459606 - | 2013 HM31                | 19 dicembre 2004  | Mt. Lemmon Survey    |
| 459607 - | 2013 HZ42                | 14 ottobre 2007   | Mt. Lemmon Survey    |
| 459608 - | 2013 HP43                | 31 gennaio 2006   | Spacewatch           |
| 459609 - | 2013 HM51                | 10 settembre 2007 | Mt. Lemmon Survey    |
| 459610 - | 2013 HU59                | 1º febbraio 2009  | Spacewatch           |
| 459611 - | 2013 HV62                | 11 settembre 2007 | Spacewatch           |
| 459612 - | 2013 HS67                | 27 ottobre 2003   | Spacewatch           |
| 459613 - | 2013 HM73                | 5 maggio 2006     | Spacewatch           |
| 459614 - | 2013 HN79                | 30 ottobre 2007   | Mt. Lemmon Survey    |
| 459615 - | 2013 HM107               | 11 settembre 2007 | Mt. Lemmon Survey    |
| 459616 - | 2013 HS113               | 23 ottobre 2006   | Spacewatch           |
| 459617 - | 2013 HN115               | 30 agosto 2005    | Spacewatch           |
| 459618 - | 2013 HJ116               | 7 ottobre 2007    | Mt. Lemmon Survey    |
| 459619 - | 2013 HU126               | 9 settembre 2007  | Mt. Lemmon Survey    |
| 459620 - | 2013 HH130               | 5 gennaio 2006    | Mt. Lemmon Survey    |
| 459621 - | 2013 HK138               | 24 agosto 2007    | Spacewatch           |
| 459622 - | 2013 HR139               | 10 settembre 2007 | CSS                  |
| 459623 - | 2013 JB2                 | 16 settembre 2009 | CSS                  |
| 459624 - | 2013 JF2                 | 22 dicembre 2008  | Spacewatch           |
| 459625 - | 2013 JG2                 | 9 marzo 2006      | Spacewatch           |
| 459626 - | 2013 JP2                 | 26 marzo 2009     | Mt. Lemmon Survey    |
| 459627 - | 2013 JC3                 | 24 marzo 2006     | Mt. Lemmon Survey    |
| 459628 - | 2013 JZ3                 | 15 marzo 2002     | Spacewatch           |
| 459629 - | 2013 JQ4                 | 11 gennaio 2008   | Mt. Lemmon Survey    |
| 459630 - | 2013 JB5                 | 19 aprile 2006    | Mt. Lemmon Survey    |
| 459631 - | 2013 JF5                 | 1º gennaio 2012   | Mt. Lemmon Survey    |
| 459632 - | 2013 JD11                | 6 maggio 2006     | Mt. Lemmon Survey    |
| 459633 - | 2013 JS11                | 3 ottobre 2006    | Mt. Lemmon Survey    |
| 459634 - | 2013 JX21                | 18 gennaio 2009   | Mt. Lemmon Survey    |
| 459635 - | 2013 JJ25                | 18 marzo 2013     | Spacewatch           |
| 459636 - | 2013 JB28                | 13 aprile 2013    | Spacewatch           |
| 459637 - | 2013 JJ28                | 29 gennaio 2009   | Spacewatch           |
| 459638 - | 2013 JA31                | 18 ottobre 2006   | Spacewatch           |
| 459639 - | 2013 JR31                | 22 dicembre 2008  | Spacewatch           |
| 459640 - | 2013 JE32                | 30 dicembre 2008  | Spacewatch           |
| 459641 - | 2013 JT33                | 22 febbraio 2009  | CSS                  |
| 459642 - | 2013 JY33                | 15 maggio 2005    | Mt. Lemmon Survey    |
| 459643 - | 2013 JK36                | 30 ottobre 2010   | Mt. Lemmon Survey    |
| 459644 - | 2013 JC37                | 11 marzo 2005     | Mt. Lemmon Survey    |
| 459645 - | 2013 JG37                | 10 settembre 2010 | Spacewatch           |
| 459646 - | 2013 JM39                | 19 aprile 2006    | Mt. Lemmon Survey    |
| 459647 - | 2013 JZ41                | 17 settembre 2006 | CSS                  |
| 459648 - | 2013 JL42                | 1º febbraio 2009  | Mt. Lemmon Survey    |
| 459649 - | 2013 JU46                | 28 dicembre 2011  | Spacewatch           |
| 459650 - | 2013 JE48                | 2 giugno 2005     | Siding Spring Survey |
| 459651 - | 2013 JG49                | 21 aprile 2004    | Spacewatch           |
| 459652 - | 2013 JG53                | 22 aprile 2013    | Mt. Lemmon Survey    |
| 459653 - | 2013 JB61                | 10 aprile 2005    | Mt. Lemmon Survey    |
| 459654 - | 2013 KY3                 | 20 ottobre 2004   | CSS                  |
| 459655 - | 2013 KM4                 | 1º novembre 2007  | Mt. Lemmon Survey    |
| 459656 - | 2013 KO4                 | 27 febbraio 2006  | Spacewatch           |
| 459657 - | 2013 KP5                 | 20 novembre 2007  | Mt. Lemmon Survey    |
| 459658 - | 2013 KL7                 | 17 settembre 1995 | Spacewatch           |
| 459659 - | 2013 KN7                 | 18 aprile 2013    | Spacewatch           |
| 459660 - | 2013 KJ8                 | 4 maggio 2002     | LINEAR               |
| 459661 - | 2013 KS10                | 15 dicembre 2006  | Spacewatch           |
| 459662 - | 2013 KM13                | 1º marzo 2009     | CSS                  |
| 459663 - | 2013 KB15                | 29 aprile 2009    | Mt. Lemmon Survey    |
| 459664 - | 2013 KU15                | 19 marzo 2009     | Spacewatch           |
| 459665 - | 2013 KV15                | 25 maggio 2006    | Mt. Lemmon Survey    |
| 459666 - | 2013 LQ                  | 22 aprile 2013    | Mt. Lemmon Survey    |
| 459667 - | 2013 LC9                 | 18 maggio 2010    | WISE                 |
| 459668 - | 2013 LD14                | 11 febbraio 2004  | Spacewatch           |
| 459669 - | 2013 LT14                | 5 luglio 2010     | WISE                 |
| 459670 - | 2013 LM16                | 25 maggio 2006    | Mt. Lemmon Survey    |
| 459671 - | 2013 LS21                | 31 dicembre 2011  | Spacewatch           |
| 459672 - | 2013 LM22                | 15 gennaio 2004   | Spacewatch           |
| 459673 - | 2013 LQ22                | 10 marzo 2005     | Spacewatch           |
| 459674 - | 2013 LS22                | 16 maggio 2013    | Mt. Lemmon Survey    |
| 459675 - | 2013 LO24                | 29 dicembre 2011  | Mt. Lemmon Survey    |
| 459676 - | 2013 LO28                | 19 febbraio 2009  | Spacewatch           |
| 459677 - | 2013 LR32                | 24 settembre 2009 | Mt. Lemmon Survey    |
| 459678 - | 2013 LJ33                | 19 maggio 2013    | Siding Spring Survey |
| 459679 - | 2013 LS33                | 23 marzo 2006     | CSS                  |
| 459680 - | 2013 LV33                | 3 maggio 2005     | Spacewatch           |
| 459681 - | 2013 LL34                | 28 febbraio 2009  | Spacewatch           |
| 459682 - | 2013 ML2                 | 2 maggio 2013     | Spacewatch           |
| 459683 - | 2013 MY5                 | 18 giugno 2013    | Mt. Lemmon Survey    |
| 459684 - | 2013 MH6                 | 1º dicembre 2010  | Mt. Lemmon Survey    |
| 459685 - | 2013 MO6                 | 3 novembre 2010   | Mt. Lemmon Survey    |
| 459686 - | 2013 MW8                 | 12 dicembre 2006  | Mt. Lemmon Survey    |
| 459687 - | 2013 MX10                | 11 febbraio 2010  | WISE                 |
| 459688 - | 2013 NT8                 | 21 febbraio 2007  | Mt. Lemmon Survey    |
| 459689 - | 2013 NG9                 | 28 agosto 2009    | CSS                  |
| 459690 - | 2013 NT12                | 20 novembre 2009  | Mt. Lemmon Survey    |
| 459691 - | 2013 NY12                | 28 luglio 2009    | CSS                  |
| 459692 - | 2013 NK13                | 22 giugno 1996    | Spacewatch           |
| 459693 - | 2013 NR15                | 16 gennaio 2011   | Mt. Lemmon Survey    |
| 459694 - | 2013 NR16                | 3 marzo 2005      | Spacewatch           |
| 459695 - | 2013 NY16                | 27 giugno 2001    | Spacewatch           |
| 459696 - | 2013 NW20                | 9 gennaio 1999    | Spacewatch           |
| 459697 - | 2013 NV23                | 17 marzo 2010     | WISE                 |
| 459698 - | 2013 OV8                 | 19 novembre 2008  | Spacewatch           |
| 459699 - | 2013 OZ9                 | 15 marzo 2012     | Mt. Lemmon Survey    |
| 459700 - | 2013 PG11                | 29 luglio 2013    | Spacewatch           |

## 459701-459800
| Nome     | Designazione provvisoria | Data di scoperta  | Scopritore           |
| -------- | ------------------------ | ----------------- | -------------------- |
| 459701 - | 2013 PC13                | 14 maggio 2012    | Mt. Lemmon Survey    |
| 459702 - | 2013 PZ13                | 15 dicembre 2006  | Spacewatch           |
| 459703 - | 2013 PR16                | 25 febbraio 2006  | Spacewatch           |
| 459704 - | 2013 PC22                | 10 ottobre 2008   | Mt. Lemmon Survey    |
| 459705 - | 2013 PE23                | 12 marzo 2007     | Mt. Lemmon Survey    |
| 459706 - | 2013 PR25                | 7 giugno 2013     | Mt. Lemmon Survey    |
| 459707 - | 2013 PQ30                | 3 settembre 2008  | Spacewatch           |
| 459708 - | 2013 PM32                | 9 settembre 2008  | Mt. Lemmon Survey    |
| 459709 - | 2013 PQ34                | 30 settembre 1997 | Spacewatch           |
| 459710 - | 2013 PZ35                | 8 febbraio 2011   | Mt. Lemmon Survey    |
| 459711 - | 2013 PY36                | 20 aprile 2012    | CSS                  |
| 459712 - | 2013 PD37                | 18 settembre 2009 | Mt. Lemmon Survey    |
| 459713 - | 2013 PM39                | 29 settembre 2008 | Mt. Lemmon Survey    |
| 459714 - | 2013 PY40                | 7 ottobre 2008    | Spacewatch           |
| 459715 - | 2013 PU41                | 14 febbraio 2010  | CSS                  |
| 459716 - | 2013 PB45                | 8 febbraio 2011   | CSS                  |
| 459717 - | 2013 PE46                | 27 febbraio 2006  | Spacewatch           |
| 459718 - | 2013 PJ46                | 5 febbraio 2011   | Mt. Lemmon Survey    |
| 459719 - | 2013 PQ46                | 9 novembre 2009   | Spacewatch           |
| 459720 - | 2013 PC48                | 4 marzo 2008      | Spacewatch           |
| 459721 - | 2013 PF49                | 23 febbraio 2012  | Spacewatch           |
| 459722 - | 2013 PL49                | 17 giugno 2013    | Mt. Lemmon Survey    |
| 459723 - | 2013 PA50                | 18 febbraio 2010  | WISE                 |
| 459724 - | 2013 PM50                | 8 gennaio 1999    | Spacewatch           |
| 459725 - | 2013 PA57                | 24 marzo 2003     | Spacewatch           |
| 459726 - | 2013 PC59                | 17 settembre 2009 | Spacewatch           |
| 459727 - | 2013 PN59                | 13 luglio 2013    | Mt. Lemmon Survey    |
| 459728 - | 2013 PH65                | 13 gennaio 2011   | CSS                  |
| 459729 - | 2013 PQ71                | 20 aprile 2012    | Mt. Lemmon Survey    |
| 459730 - | 2013 PJ73                | 8 gennaio 2010    | Spacewatch           |
| 459731 - | 2013 PS73                | 9 giugno 2013     | Mt. Lemmon Survey    |
| 459732 - | 2013 QK                  | 26 luglio 2008    | Siding Spring Survey |
| 459733 - | 2013 QM                  | 21 novembre 2009  | Mt. Lemmon Survey    |
| 459734 - | 2013 QO2                 | 15 aprile 2004    | Siding Spring Survey |
| 459735 - | 2013 QV2                 | 29 agosto 2006    | CSS                  |
| 459736 - | 2013 QA6                 | 6 maggio 2010     | WISE                 |
| 459737 - | 2013 QT7                 | 28 settembre 2008 | Mt. Lemmon Survey    |
| 459738 - | 2013 QT9                 | 5 marzo 2008      | Mt. Lemmon Survey    |
| 459739 - | 2013 QE10                | 21 maggio 2006    | Spacewatch           |
| 459740 - | 2013 QG10                | 2 marzo 2011      | Mt. Lemmon Survey    |
| 459741 - | 2013 QA12                | 9 ottobre 2008    | Spacewatch           |
| 459742 - | 2013 QS16                | 21 febbraio 2007  | Spacewatch           |
| 459743 - | 2013 QD18                | 10 marzo 2005     | Mt. Lemmon Survey    |
| 459744 - | 2013 QL18                | 20 aprile 2012    | Spacewatch           |
| 459745 - | 2013 QS19                | 20 febbraio 2010  | WISE                 |
| 459746 - | 2013 QX24                | 24 settembre 2008 | Spacewatch           |
| 459747 - | 2013 QW28                | 9 agosto 2013     | Spacewatch           |
| 459748 - | 2013 QQ33                | 20 dicembre 2009  | Mt. Lemmon Survey    |
| 459749 - | 2013 QF35                | 4 agosto 2008     | Siding Spring Survey |
| 459750 - | 2013 QP36                | 30 gennaio 2011   | Mt. Lemmon Survey    |
| 459751 - | 2013 QO37                | 17 febbraio 2007  | Spacewatch           |
| 459752 - | 2013 QL42                | 24 settembre 2008 | Mt. Lemmon Survey    |
| 459753 - | 2013 QX44                | 14 aprile 2007    | Spacewatch           |
| 459754 - | 2013 QD45                | 27 settembre 2009 | Spacewatch           |
| 459755 - | 2013 QJ46                | 14 maggio 2008    | Mt. Lemmon Survey    |
| 459756 - | 2013 QD48                | 7 settembre 2004  | LINEAR               |
| 459757 - | 2013 QJ51                | 10 ottobre 2004   | Spacewatch           |
| 459758 - | 2013 QC53                | 10 settembre 2004 | Spacewatch           |
| 459759 - | 2013 QA54                | 10 settembre 2004 | Spacewatch           |
| 459760 - | 2013 QK55                | 14 maggio 2012    | Mt. Lemmon Survey    |
| 459761 - | 2013 QV56                | 10 marzo 2005     | Mt. Lemmon Survey    |
| 459762 - | 2013 QJ57                | 28 dicembre 2005  | Mt. Lemmon Survey    |
| 459763 - | 2013 QE58                | 29 settembre 2005 | Mt. Lemmon Survey    |
| 459764 - | 2013 QH58                | 11 gennaio 2010   | Spacewatch           |
| 459765 - | 2013 QF59                | 2 ottobre 2003    | Spacewatch           |
| 459766 - | 2013 QD64                | 18 settembre 2009 | Spacewatch           |
| 459767 - | 2013 QC70                | 2 giugno 2008     | Spacewatch           |
| 459768 - | 2013 QD70                | 1º marzo 2008     | Spacewatch           |
| 459769 - | 2013 QQ70                | 15 gennaio 2010   | Spacewatch           |
| 459770 - | 2013 QC76                | 9 ottobre 2008    | Mt. Lemmon Survey    |
| 459771 - | 2013 QG76                | 10 ottobre 2008   | Mt. Lemmon Survey    |
| 459772 - | 2013 QT83                | 7 settembre 2000  | Spacewatch           |
| 459773 - | 2013 QY91                | 1º febbraio 2012  | Spacewatch           |
| 459774 - | 2013 RD1                 | 9 maggio 2000     | Spacewatch           |
| 459775 - | 2013 RB5                 | 21 dicembre 2006  | Spacewatch           |
| 459776 - | 2013 RU7                 | 20 settembre 2009 | Mt. Lemmon Survey    |
| 459777 - | 2013 RZ11                | 14 marzo 2011     | Mt. Lemmon Survey    |
| 459778 - | 2013 RQ12                | 18 settembre 2003 | Spacewatch           |
| 459779 - | 2013 RX12                | 26 febbraio 2011  | Spacewatch           |
| 459780 - | 2013 RO13                | 2 settembre 2008  | Spacewatch           |
| 459781 - | 2013 RG17                | 6 marzo 1994      | Spacewatch           |
| 459782 - | 2013 RB25                | 6 maggio 2008     | Mt. Lemmon Survey    |
| 459783 - | 2013 RN26                | 22 agosto 2004    | Spacewatch           |
| 459784 - | 2013 RN27                | 24 marzo 2006     | Spacewatch           |
| 459785 - | 2013 RU30                | 22 settembre 2009 | Spacewatch           |
| 459786 - | 2013 RK34                | 2 aprile 2006     | Spacewatch           |
| 459787 - | 2013 RZ38                | 11 marzo 2005     | Mt. Lemmon Survey    |
| 459788 - | 2013 RA44                | 9 ottobre 2007    | Mt. Lemmon Survey    |
| 459789 - | 2013 RR51                | 6 maggio 2008     | Siding Spring Survey |
| 459790 - | 2013 RE52                | 13 settembre 2007 | Mt. Lemmon Survey    |
| 459791 - | 2013 RB57                | 24 settembre 2008 | CSS                  |
| 459792 - | 2013 RP57                | 5 settembre 2008  | Spacewatch           |
| 459793 - | 2013 RY57                | 9 ottobre 2008    | Mt. Lemmon Survey    |
| 459794 - | 2013 RG60                | 15 gennaio 2005   | Spacewatch           |
| 459795 - | 2013 RP64                | 29 luglio 2008    | Spacewatch           |
| 459796 - | 2013 RQ64                | 2 aprile 2005     | Mt. Lemmon Survey    |
| 459797 - | 2013 RM67                | 1º febbraio 2005  | Spacewatch           |
| 459798 - | 2013 RO68                | 11 marzo 2005     | Mt. Lemmon Survey    |
| 459799 - | 2013 RK69                | 3 settembre 2007  | Mt. Lemmon Survey    |
| 459800 - | 2013 RN77                | 9 marzo 2005      | Mt. Lemmon Survey    |

## 459801-459900
| Nome     | Designazione provvisoria | Data di scoperta  | Scopritore           |
| -------- | ------------------------ | ----------------- | -------------------- |
| 459801 - | 2013 RO77                | 2 settembre 2013  | Mt. Lemmon Survey    |
| 459802 - | 2013 RE81                | 8 febbraio 2011   | Mt. Lemmon Survey    |
| 459803 - | 2013 RT81                | 20 novembre 2009  | Mt. Lemmon Survey    |
| 459804 - | 2013 RA82                | 12 settembre 2007 | Mt. Lemmon Survey    |
| 459805 - | 2013 RS85                | 13 settembre 2007 | Mt. Lemmon Survey    |
| 459806 - | 2013 RS92                | 11 marzo 2005     | CSS                  |
| 459807 - | 2013 RR94                | 17 novembre 2009  | Spacewatch           |
| 459808 - | 2013 RT95                | 12 settembre 2007 | CSS                  |
| 459809 - | 2013 RO96                | 13 gennaio 2005   | Spacewatch           |
| 459810 - | 2013 SN8                 | 8 gennaio 2010    | Spacewatch           |
| 459811 - | 2013 SU17                | 29 aprile 2006    | Spacewatch           |
| 459812 - | 2013 SP23                | 23 gennaio 2006   | Spacewatch           |
| 459813 - | 2013 SP30                | 8 marzo 2005      | Mt. Lemmon Survey    |
| 459814 - | 2013 SM33                | 5 marzo 2011      | Mt. Lemmon Survey    |
| 459815 - | 2013 SO33                | 8 ottobre 2008    | Spacewatch           |
| 459816 - | 2013 SB34                | 4 ottobre 1999    | Spacewatch           |
| 459817 - | 2013 SZ35                | 24 settembre 2008 | Spacewatch           |
| 459818 - | 2013 SP36                | 11 settembre 2007 | Mt. Lemmon Survey    |
| 459819 - | 2013 SW39                | 27 gennaio 2007   | Mt. Lemmon Survey    |
| 459820 - | 2013 SA40                | 16 luglio 2007    | LINEAR               |
| 459821 - | 2013 SH47                | 25 novembre 2009  | Spacewatch           |
| 459822 - | 2013 SQ52                | 19 giugno 2013    | Spacewatch           |
| 459823 - | 2013 SU52                | 16 giugno 2012    | Mt. Lemmon Survey    |
| 459824 - | 2013 SP54                | 29 settembre 2008 | Mt. Lemmon Survey    |
| 459825 - | 2013 SO62                | 15 settembre 2004 | Spacewatch           |
| 459826 - | 2013 SW63                | 20 novembre 2008  | Spacewatch           |
| 459827 - | 2013 SS64                | 24 settembre 2008 | Spacewatch           |
| 459828 - | 2013 SW65                | 22 aprile 2007    | Spacewatch           |
| 459829 - | 2013 SO67                | 17 febbraio 2010  | CSS                  |
| 459830 - | 2013 SH72                | 7 ottobre 2004    | Spacewatch           |
| 459831 - | 2013 SV72                | 13 settembre 2013 | CSS                  |
| 459832 - | 2013 SW73                | 6 marzo 2011      | Mt. Lemmon Survey    |
| 459833 - | 2013 ST75                | 17 giugno 2006    | Spacewatch           |
| 459834 - | 2013 SO77                | 23 settembre 2008 | Mt. Lemmon Survey    |
| 459835 - | 2013 SP83                | 9 giugno 2012     | Mt. Lemmon Survey    |
| 459836 - | 2013 SW83                | 10 dicembre 2010  | Mt. Lemmon Survey    |
| 459837 - | 2013 SK85                | 18 marzo 2010     | Mt. Lemmon Survey    |
| 459838 - | 2013 TP                  | 27 ottobre 2009   | Mt. Lemmon Survey    |
| 459839 - | 2013 TN2                 | 2 gennaio 2009    | Mt. Lemmon Survey    |
| 459840 - | 2013 TP8                 | 9 novembre 2009   | Mt. Lemmon Survey    |
| 459841 - | 2013 TF13                | 26 marzo 2007     | Spacewatch           |
| 459842 - | 2013 TG15                | 9 aprile 2005     | Spacewatch           |
| 459843 - | 2013 TJ21                | 23 gennaio 2006   | Mt. Lemmon Survey    |
| 459844 - | 2013 TS28                | 28 febbraio 2009  | CSS                  |
| 459845 - | 2013 TT28                | 23 settembre 2009 | Spacewatch           |
| 459846 - | 2013 TK33                | 11 marzo 1999     | Spacewatch           |
| 459847 - | 2013 TP38                | 4 maggio 2005     | Mt. Lemmon Survey    |
| 459848 - | 2013 TA46                | 7 gennaio 2010    | Spacewatch           |
| 459849 - | 2013 TN47                | 20 settembre 2001 | Spacewatch           |
| 459850 - | 2013 TX47                | 13 settembre 2013 | Mt. Lemmon Survey    |
| 459851 - | 2013 TS52                | 26 ottobre 2008   | Spacewatch           |
| 459852 - | 2013 TE67                | 26 settembre 2008 | Spacewatch           |
| 459853 - | 2013 TD70                | 2 aprile 2006     | Spacewatch           |
| 459854 - | 2013 TB79                | 31 gennaio 2006   | Spacewatch           |
| 459855 - | 2013 TJ79                | 8 ottobre 2008    | Mt. Lemmon Survey    |
| 459856 - | 2013 TU83                | 11 settembre 2007 | Spacewatch           |
| 459857 - | 2013 TE104               | 9 marzo 2005      | Spacewatch           |
| 459858 - | 2013 TO121               | 5 ottobre 2004    | Spacewatch           |
| 459859 - | 2013 TO124               | 30 aprile 2006    | Spacewatch           |
| 459860 - | 2013 TY124               | 22 ottobre 2008   | Spacewatch           |
| 459861 - | 2013 TL126               | 8 novembre 2008   | Spacewatch           |
| 459862 - | 2013 TW126               | 25 gennaio 2006   | Spacewatch           |
| 459863 - | 2013 TR129               | 3 marzo 2000      | LINEAR               |
| 459864 - | 2013 TG142               | 31 maggio 2006    | Spacewatch           |
| 459865 - | 2013 XZ8                 | 31 ottobre 2008   | Spacewatch           |
| 459866 - | 2013 YE54                | 7 gennaio 2010    | Spacewatch           |
| 459867 - | 2013 YE62                | 13 febbraio 2010  | CSS                  |
| 459868 - | 2013 YP96                | 13 maggio 2011    | Mt. Lemmon Survey    |
| 459869 - | 2014 AQ4                 | 18 settembre 2003 | Spacewatch           |
| 459870 - | 2014 AT28                | 26 novembre 2013  | Pan-STARRS 1         |
| 459871 - | 2014 ET6                 | 25 febbraio 2006  | Spacewatch           |
| 459872 - | 2014 EK24                | 10 marzo 2014     | CSS                  |
| 459873 - | 2014 FJ                  | 9 dicembre 2010   | CSS                  |
| 459874 - | 2014 GS32                | 20 settembre 2011 | CSS                  |
| 459875 - | 2014 GR49                | 26 agosto 2012    | Siding Spring Survey |
| 459876 - | 2014 HW37                | 21 dicembre 2006  | Mt. Lemmon Survey    |
| 459877 - | 2014 HL66                | 29 luglio 2011    | Siding Spring Survey |
| 459878 - | 2014 HX123               | 13 giugno 2004    | Spacewatch           |
| 459879 - | 2014 JH22                | 27 maggio 2010    | WISE                 |
| 459880 - | 2014 JQ25                | 19 settembre 2012 | Mt. Lemmon Survey    |
| 459881 - | 2014 JT30                | 2 maggio 2014     | CSS                  |
| 459882 - | 2014 JQ37                | 20 luglio 2006    | Siding Spring Survey |
| 459883 - | 2014 JX55                | 28 giugno 2010    | WISE                 |
| 459884 - | 2014 KM34                | 10 agosto 2010    | Spacewatch           |
| 459885 - | 2014 KN39                | 8 dicembre 2005   | Spacewatch           |
| 459886 - | 2014 KS45                | 31 gennaio 2008   | CSS                  |
| 459887 - | 2014 KG51                | 20 novembre 2008  | Mt. Lemmon Survey    |
| 459888 - | 2014 KP78                | 26 settembre 2011 | Spacewatch           |
| 459889 - | 2014 KC87                | 9 ottobre 2007    | CSS                  |
| 459890 - | 2014 KG92                | 21 giugno 2007    | Mt. Lemmon Survey    |
| 459891 - | 2014 KM101               | 2 maggio 2014     | Mt. Lemmon Survey    |
| 459892 - | 2014 LW                  | 20 ottobre 2011   | Mt. Lemmon Survey    |
| 459893 - | 2014 LE11                | 28 maggio 2009    | Spacewatch           |
| 459894 - | 2014 LM11                | 8 novembre 2008   | Spacewatch           |
| 459895 - | 2014 LS12                | 19 marzo 2009     | Mt. Lemmon Survey    |
| 459896 - | 2014 LJ16                | 25 gennaio 2009   | Spacewatch           |
| 459897 - | 2014 LF21                | 27 ottobre 2006   | CSS                  |
| 459898 - | 2014 MQ                  | 8 dicembre 2012   | CSS                  |
| 459899 - | 2014 MP2                 | 19 dicembre 2007  | Mt. Lemmon Survey    |
| 459900 - | 2014 MA4                 | 9 maggio 2007     | Spacewatch           |

## 459901-460000
| Nome     | Designazione provvisoria | Data di scoperta  | Scopritore           |
| -------- | ------------------------ | ----------------- | -------------------- |
| 459901 - | 2014 MZ8                 | 26 agosto 2011    | Spacewatch           |
| 459902 - | 2014 ME11                | 17 novembre 2001  | Spacewatch           |
| 459903 - | 2014 MN11                | 21 giugno 2010    | WISE                 |
| 459904 - | 2014 MD12                | 9 agosto 2004     | LINEAR               |
| 459905 - | 2014 MH12                | 20 ottobre 2007   | Mt. Lemmon Survey    |
| 459906 - | 2014 MB13                | 5 dicembre 2007   | Spacewatch           |
| 459907 - | 2014 MP13                | 5 gennaio 2006    | Spacewatch           |
| 459908 - | 2014 MU17                | 6 giugno 2010     | Spacewatch           |
| 459909 - | 2014 MK20                | 14 maggio 2010    | Mt. Lemmon Survey    |
| 459910 - | 2014 MU20                | 8 giugno 2000     | LINEAR               |
| 459911 - | 2014 MO21                | 20 aprile 2010    | Mt. Lemmon Survey    |
| 459912 - | 2014 MS22                | 25 giugno 2010    | WISE                 |
| 459913 - | 2014 MH24                | 20 novembre 2007  | Spacewatch           |
| 459914 - | 2014 MN24                | 12 febbraio 2008  | Mt. Lemmon Survey    |
| 459915 - | 2014 MC27                | 5 febbraio 2009   | Spacewatch           |
| 459916 - | 2014 MP30                | 14 novembre 2001  | Spacewatch           |
| 459917 - | 2014 ML38                | 27 settembre 2009 | CSS                  |
| 459918 - | 2014 MT38                | 21 agosto 2007    | Siding Spring Survey |
| 459919 - | 2014 MV38                | 2 marzo 2010      | WISE                 |
| 459920 - | 2014 ME40                | 18 novembre 2006  | Mt. Lemmon Survey    |
| 459921 - | 2014 MB42                | 13 gennaio 2008   | Mt. Lemmon Survey    |
| 459922 - | 2014 MV42                | 28 febbraio 2008  | Spacewatch           |
| 459923 - | 2014 MU46                | 2 settembre 2010  | Mt. Lemmon Survey    |
| 459924 - | 2014 MF50                | 9 settembre 2007  | Siding Spring Survey |
| 459925 - | 2014 ME51                | 9 agosto 2004     | LINEAR               |
| 459926 - | 2014 MJ51                | 8 ottobre 2007    | CSS                  |
| 459927 - | 2014 MF54                | 13 agosto 2010    | Spacewatch           |
| 459928 - | 2014 ML56                | 14 maggio 2005    | Mt. Lemmon Survey    |
| 459929 - | 2014 MV56                | 18 novembre 2006  | Mt. Lemmon Survey    |
| 459930 - | 2014 MK59                | 15 dicembre 2010  | Mt. Lemmon Survey    |
| 459931 - | 2014 MZ60                | 22 gennaio 2006   | Mt. Lemmon Survey    |
| 459932 - | 2014 MA62                | 13 dicembre 2006  | Spacewatch           |
| 459933 - | 2014 MP63                | 10 ottobre 2007   | Mt. Lemmon Survey    |
| 459934 - | 2014 MN65                | 15 settembre 2009 | Spacewatch           |
| 459935 - | 2014 NB1                 | 26 settembre 2008 | Spacewatch           |
| 459936 - | 2014 NY2                 | 9 marzo 2010      | WISE                 |
| 459937 - | 2014 NH12                | 8 ottobre 2007    | LONEOS               |
| 459938 - | 2014 NH19                | 2 luglio 2014     | Mt. Lemmon Survey    |
| 459939 - | 2014 NC21                | 27 settembre 2003 | Spacewatch           |
| 459940 - | 2014 NR24                | 15 dicembre 2007  | Mt. Lemmon Survey    |
| 459941 - | 2014 NK27                | 23 gennaio 2011   | Mt. Lemmon Survey    |
| 459942 - | 2014 NY27                | 17 ottobre 2009   | CSS                  |
| 459943 - | 2014 NN29                | 19 febbraio 2009  | Spacewatch           |
| 459944 - | 2014 NE31                | 24 settembre 2011 | CSS                  |
| 459945 - | 2014 NA34                | 20 ottobre 2006   | Spacewatch           |
| 459946 - | 2014 NM37                | 28 ottobre 2011   | Spacewatch           |
| 459947 - | 2014 NQ37                | 27 ottobre 2011   | Mt. Lemmon Survey    |
| 459948 - | 2014 NO41                | 31 marzo 2013     | CSS                  |
| 459949 - | 2014 NR42                | 22 ottobre 2003   | LINEAR               |
| 459950 - | 2014 ND46                | 28 ottobre 2006   | Mt. Lemmon Survey    |
| 459951 - | 2014 NQ49                | 9 novembre 2009   | CSS                  |
| 459952 - | 2014 ND51                | 18 agosto 2006    | Spacewatch           |
| 459953 - | 2014 NC54                | 27 dicembre 2011  | Mt. Lemmon Survey    |
| 459954 - | 2014 NH54                | 18 dicembre 2007  | Spacewatch           |
| 459955 - | 2014 NB55                | 4 dicembre 2007   | Spacewatch           |
| 459956 - | 2014 NK55                | 20 gennaio 2008   | Spacewatch           |
| 459957 - | 2014 NV55                | 24 ottobre 2011   | Spacewatch           |
| 459958 - | 2014 NS57                | 8 agosto 2010     | Siding Spring Survey |
| 459959 - | 2014 NC59                | 13 settembre 2007 | CSS                  |
| 459960 - | 2014 NW59                | 8 agosto 2004     | LONEOS               |
| 459961 - | 2014 NY59                | 13 dicembre 2006  | Mt. Lemmon Survey    |
| 459962 - | 2014 NN63                | 26 agosto 2001    | LONEOS               |
| 459963 - | 2014 NQ65                | 22 aprile 2007    | Spacewatch           |
| 459964 - | 2014 OJ                  | 7 aprile 2013     | Mt. Lemmon Survey    |
| 459965 - | 2014 OA1                 | 11 ottobre 1996   | Spacewatch           |
| 459966 - | 2014 ON1                 | 6 gennaio 2006    | Spacewatch           |
| 459967 - | 2014 OC3                 | 26 settembre 2009 | CSS                  |
| 459968 - | 2014 OU3                 | 6 aprile 2008     | Mt. Lemmon Survey    |
| 459969 - | 2014 OK5                 | 14 novembre 2007  | Mt. Lemmon Survey    |
| 459970 - | 2014 OX5                 | 23 settembre 2000 | LONEOS               |
| 459971 - | 2014 ON6                 | 18 marzo 2010     | Spacewatch           |
| 459972 - | 2014 OB12                | 10 dicembre 2005  | Spacewatch           |
| 459973 - | 2014 ON12                | 25 dicembre 2005  | Spacewatch           |
| 459974 - | 2014 OB13                | 17 dicembre 2007  | Mt. Lemmon Survey    |
| 459975 - | 2014 OL19                | 30 dicembre 2008  | Mt. Lemmon Survey    |
| 459976 - | 2014 OV20                | 16 gennaio 2009   | Mt. Lemmon Survey    |
| 459977 - | 2014 OE23                | 18 luglio 2007    | Mt. Lemmon Survey    |
| 459978 - | 2014 OE24                | 28 settembre 2003 | Spacewatch           |
| 459979 - | 2014 OR27                | 3 novembre 2007   | Spacewatch           |
| 459980 - | 2014 OB30                | 25 giugno 2014    | Mt. Lemmon Survey    |
| 459981 - | 2014 OF33                | 18 settembre 1999 | Spacewatch           |
| 459982 - | 2014 OM34                | 12 settembre 2007 | Mt. Lemmon Survey    |
| 459983 - | 2014 OP35                | 26 maggio 2006    | Spacewatch           |
| 459984 - | 2014 OB36                | 14 ottobre 2007   | Mt. Lemmon Survey    |
| 459985 - | 2014 OJ37                | 18 dicembre 2004  | Mt. Lemmon Survey    |
| 459986 - | 2014 OU37                | 15 gennaio 1999   | Spacewatch           |
| 459987 - | 2014 OD38                | 25 dicembre 2011  | Mt. Lemmon Survey    |
| 459988 - | 2014 OE38                | 3 novembre 2011   | Mt. Lemmon Survey    |
| 459989 - | 2014 OX38                | 11 settembre 2007 | Mt. Lemmon Survey    |
| 459990 - | 2014 OZ38                | 27 aprile 2009    | Spacewatch           |
| 459991 - | 2014 OE39                | 22 novembre 2009  | Spacewatch           |
| 459992 - | 2014 ON41                | 1º dicembre 1996  | Spacewatch           |
| 459993 - | 2014 OD48                | 27 maggio 2014    | Mt. Lemmon Survey    |
| 459994 - | 2014 OU53                | 24 ottobre 2011   | Spacewatch           |
| 459995 - | 2014 OY67                | 18 gennaio 2012   | Mt. Lemmon Survey    |
| 459996 - | 2014 OD71                | 12 gennaio 2000   | Spacewatch           |
| 459997 - | 2014 OK71                | 20 giugno 2010    | WISE                 |
| 459998 - | 2014 OD73                | 26 luglio 2014    | WISE                 |
| 459999 - | 2014 OJ79                | 27 agosto 2009    | CSS                  |
| 460000 - | 2014 OT79                | 28 dicembre 2011  | Mt. Lemmon Survey    |